# Joseph Jérôme Siméon
Joseph Jérôme Siméon (Aix-en-Provence, 30 settembre 1749 – Parigi, 19 gennaio 1842) è stato un politico francese.

## Biografia
Figlio di Joseph-Sextius Siméon (1717–1788), professore nella Facoltà di giurisprudenza di Aix e segretario del re nel parlamento della Provenza, e di Marie Bressier (1720–1788), fu fratello maggiore di Marguerite Siméon (1752–1814). Il primo settembre 1778 sposò Madeleine Françoise Garcin (ca. 1746–1815), da cui ebbe due figli: Joseph Balthazard Siméon (1781–1846) ed Eléonore Siméon (1784–1847).
Esule in Italia durante il regime del Terrore per aver partecipato alla rivolta federalista del 1793, rientrò in patria dopo il colpo di Stato del 9 termidoro. Nel 1795 fu eletto deputato per il dipartimento delle Bocche del Rodano nel Consiglio dei Cinquecento, di cui poi divenne prima segretario e successivamente presidente. In quest'ultima veste protestò vivamente contro i soldati di Pierre François Charles Augereau giunti per ordine del Direttorio a impedire una riunione del Consiglio e per questo si esiliò volontariamente a Oléron.
Dopo il colpo di Stato del 18 brumaio divenne membro del tribunato nel 1799 e qui lavorò con suo cognato Jean-Étienne-Marie Portalis all'elaborazione del codice napoleonico e del concordato del 1801; entrò a far parte del Consiglio di Stato nel 1804. Napoleone Bonaparte affidò a Siméon degli incarichi nel regno di Vestfalia, il cui sovrano era Girolamo Bonaparte: nel 1807 Napoleone lo nominò ministro della giustizia e dell'interno, membro del consiglio di reggenza e presidente del Consiglio di Stato locale; Siméon tenne queste cariche fino alla dissoluzione del regno, che avvenne nel 1813.
Luigi XVIII nominò Siméon prefetto nel 1814; durante i cento giorni Siméon fu eletto alla camera dei rappresentanti e, con la seconda restaurazione, alla camera introvabile. Nel 1815 fu di nuovo nominato consigliere di Stato.
Divenuto conte nel 1818, nel 1819 gli fu affidato l'incarico di ispettore generale delle scuole di diritto. Il ventiquattro gennaio 1820 divenne sottosegretario di Stato presso il ministero della giustizia e il venti febbraio dello stesso anno fu nominato ministro dell'interno nel secondo governo Richelieu.
Pari di Francia dall'ottobre 1821, con la caduta del governo Richelieu nel dicembre dello stesso anno ottenne il titolo onorifico di ministro di Stato. Nel 1830 si unì a Luigi Filippo di Francia e alla monarchia di luglio e nel 1832 venne nominato membro della sezione legislativa dell'accademia di scienze morali e politiche. Nel maggio 1837 fu chiamato a ricoprire la carica di presidente della corte dei conti, incarico che mantenne fino al marzo 1839.
Fu sepolto nel cimitero di Père-Lachaise.